# Boulder River Wilderness
Die Boulder River Wilderness ist ein 197 Quadratkilometer großes Wildnisgebiet innerhalb des Mount Baker-Snoqualmie National Forest im westlichen Kaskadengebirge im US-Bundesstaat Washington. Die nächstgelegene Stadt ist Darrington.

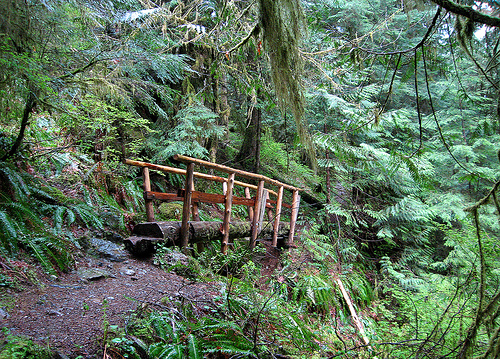
Brücke am Boulder River Trail in der Boulder River Wilderness

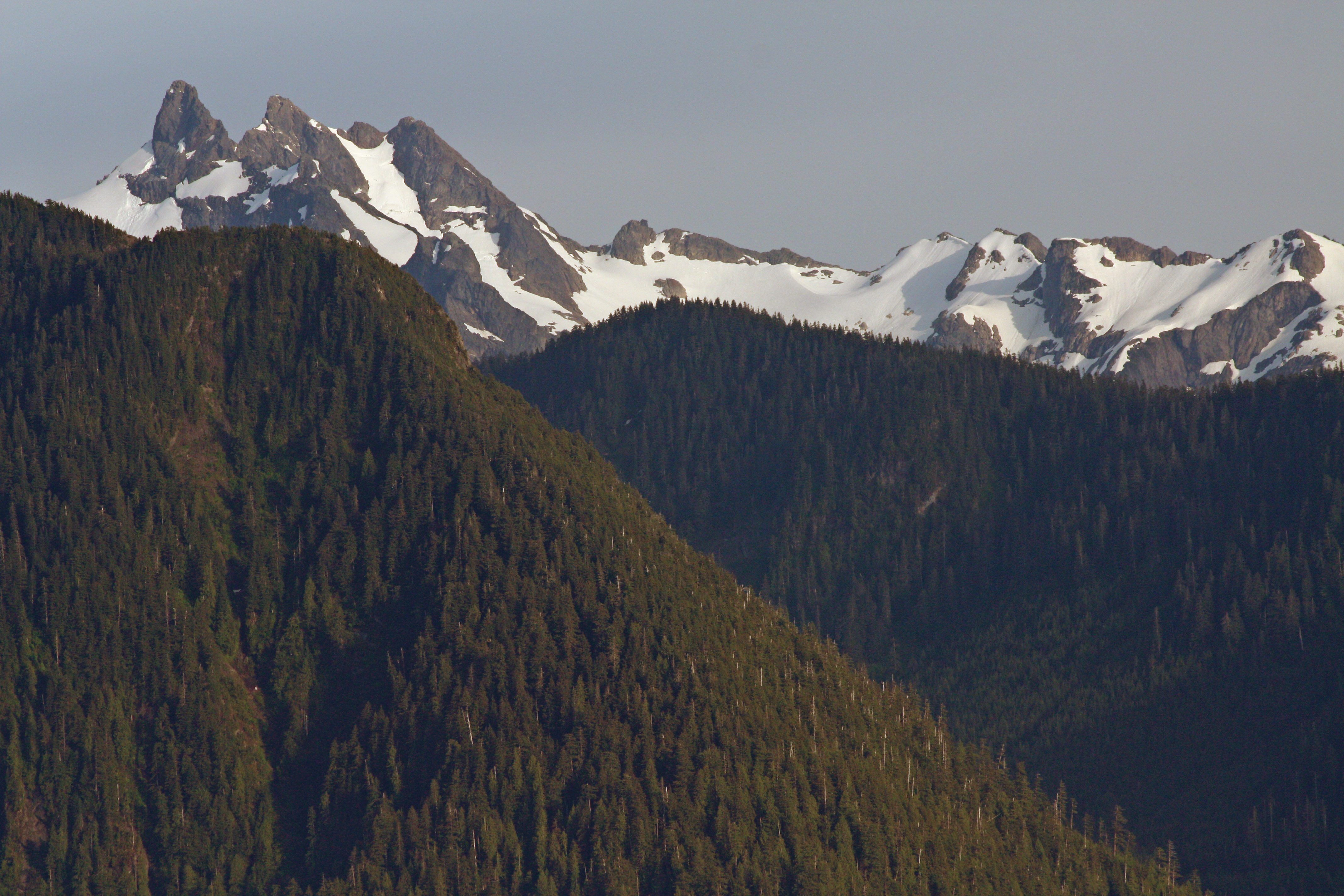
Three Fingers, der höchste Berg im Wildnisgebiet mit der Boulder Ridge im Vordergrund

## Topographie
Die Boulder River Wilderness wird von tiefen Wäldern und steilen Graten gebildet, die bis zu den Gipfeln des Three Fingers und des Whitehorse Mountain hinaufreichen. Die Höhenlagen reichen von 305 Metern im Boulder River Valley bis 2088 Meter über dem Meeresspiegel am Südgipfel des Three Fingers. Dieser Südgipfel ist auch Standort eines alten Feurbeobachtungsturms. Der hochgelegene Gebirgszug hat nahezu ein Sägezahn-Profil mit scharfen Gipfeln, wozu die Liberty, Big Bear und Whitehorse Mountains sowie Salish Peak und Buckeye Peak gehören, allesamt über 1700 Meter hoch. Mehrere steile und stark bewaldete Grate erstrecken sich ost- und westwärts vom zentralen Scheitel des Wildnisgebietes.
Der Boulder River, ein Zufluss des North Fork des Stillaguamish River, ist der Hauptabfluss des Gebietes und fließt ungefähr sechzehn Kilometer durch den nordwestlichen Abschnitt der Boulder River Wilderness. Die Long Creek Research Natural Area am Südhang der Wiley Ridge ist gleichfalls innerhalb der Grenzen des Wildnisgebietes geschützt.

## Vegetation
Die gewöhnliche Vegetation der Boulder River Wilderness umfasst primäre Gewöhnliche Douglasien, Tannen, Westamerikanische Hemlocktannen und Riesen-Lebensbäume, außerdem Oregon-Ahorn, Erle, Weide und Igelkraftwurz. Sitka-Fichten können in den tiefsten Lagen entlang des Boulder River gefunden werden. Die Boulder River Wilderness birgt einige der letzten nennenswerten Gebiete mit Primärwald im US-Staat Washington.

## Fauna
Amerikanischer Schwarzbär, Schwarzwedelhirsch und Wapiti bewohnen die Wälder, während Schneeziegen in den Felsgebieten oberhalb der Baumgrenze beobachtet werden können.

## Wandern
Die Boulder River Wilderness rühmt sich ihrer vierzig Kilometer langen Wanderwege, obwohl der zentrale Teil des Gebietes stark zerklüftet und weglos ist. Ein kurzer Weg erstreckt sich über sieben Kilometer den Boulder River aufwärts durch den Urwald. Drei kurze Wege erklimmen den Gipfel und verlaufen sich dort schließlich. Ein weiterer Weg quert die nordwestliche Ecke des Wildnisgebietes über den Squire Creek Pass und bietet außergewöhnliche Aussichten auf den Gipfel.